# Statfjord
Statfjord is een olieveld op de grens tussen de Noorse en Britse sectoren van de Noordzee. De waterdiepte in het gebied is 150 meter. Het werd in 1974 ontdekt. Op de piek produceerde het veld 600.000 vaten olie per dag.

## Ontdekking
De reservoirs liggen op een diepte van 2500 tot 3000 meter in een langwerpig reservoir. De reservoirs liggen in zandsteen van het Jura-tijdvak, zoals ook het geval is bij het Brentveld. Het veld beslaat een totaaloppervlak van 580 km². Het werd in 1974 ontdekt door een team van Mobil, en in 1987 nam Statoil het veld over.

## Ontwikkeling
Het veld strekt zich uit over de grens van het Britse en Noorse continentaal plat. Dit was eerder het geval geweest bij het Frigg-veld. Het daar afgesloten Frigg-verdrag diende als voorbeeld voor de verdeling bij Statfjord waarbij het Noorse deel werd vastgesteld op 84,093% en het Britse op 15,907%.
Op het veld staan drie condeep productieplatforms, Statfjord A, Statfjord B en Statfjord C. Statfjord A is centraal gelegen op het veld, en hier kwam de productie op 24 november 1979 op gang. Hoewel de eerdere ontwikkeling van Ekofisk een prestatie van formaat was, stond de Noorse offshore-industrie halverwege de jaren 1970 nog in de kinderschoenen en had veel buitenlandse kennis nodig. Het projectmanagement voor het A-platform was dan ook uitbesteed uitgevoerd door het Britse Matthew Hall Engineering dat het echter ook nauwelijks aankon.
Dit was aanleiding voor Arve Johnsen van Statoil om in Noorwegen naar een alternatief te zoeken, waarbij Aker en Kværner elk onafhankelijk van elkaar aannemelijke kandidaten leken. Op initiatief van Statoil werd echter Norwegian Petroleum Consultants (NPC) opgericht, een samenwerkingsverband van een reeks kleinere bedrijven waarbij zowel Aker als Kværner min of meer gedwongen werden om ook ingenieurscapaciteit te leveren. Direct na de oprichting gaf Mobil NPC de opdracht om het B-platform te ontwikkelen, maar na de ervaringen met Matthew Hall drong het aan op een ervaren partner, wat Brown & Root werd. De joint-venture werd Engineering Management Contractors (EMC) genoemd. Het samenwerkingsverband kwam moeilijk op gang met tien rivaliserende Noorse bedrijven die wantrouwig naar elkaar en de Amerikaanse aannemer keken, maar was uiteindelijk succesvol. Statfjord B is gelegen in het zuidelijke deel van het gebied en hier startte de productie op 5 november 1982.
NPC had zich zelfs dusdanig kunnen ontwikkelen dat Statfjord C gegund werd zonder Brown & Root. Statfjord C ligt ten noorden van Statfjord A en op 26 juni 1985 stroomde hier de eerste olie naar boven. Statfjord B en Statfjord C zijn identiek. Tot slot zijn twee satellietvelden Statfjord Øst en Statfjord Nord aangesloten op het C platform. De betonnen platforms wegen circa 250.000 ton per stuk en het deel boven water met de productie-installaties en bemanningsverblijven hebben een gewicht van ongeveer 50.000 ton. Het totaalgewicht komt hoger uit vanwege ballast in de betonnen basis om het platform stabiel op de plaats te houden.
| Platform    | Land                | Kolommen | Gewicht topside | Totaal gewicht | Hoogte sokkel | Totale hoogte | Hoeveelheid beton | Opslag-capaciteit | Plaatsing     |
| ----------- | ------------------- | -------- | --------------- | -------------- | ------------- | ------------- | ----------------- | ----------------- | ------------- |
| Statfjord A | Noorwegen           | 3        | 48.000 ton      | 648.000 ton    | 173 meter     | 254 meter     | 89.000 m³         | 1,2 miljoen vaten | mei 1977      |
| Statfjord B | Verenigd Koninkrijk | 4        | 50.100 ton      | 816.000 ton    | 175 meter     | 271 meter     | 135.000 m³        | 1,9 miljoen vaten | augustus 1981 |
| Statfjord C | Noorwegen           | 4        | 52.000 ton      | 643.700 ton    | 175 meter     | 290 meter     | 126.000 m³        | 1,9 miljoen vaten | juni 1984     |

De gewonnen aardolie wordt tijdelijk opgeslagen in de platforms. Statfjord A kan 1,2 miljoen vaten opslaan en B en C zelfs 1,9 miljoen vaten. De olie wordt door shuttletankers bij de platforms afgehaald. In 2007 ging het fout bij het overpompen naar de tanker Navion Britannica. Het weer was slecht en ongeveer 21.000 vaten olie kwamen in zee terecht en was daarmee de op een na grootste olieramp op het Noorse deel van de Noordzee.
Bij de winning lag eerst de nadruk op olie. Om de druk in het veld te behouden werd water en gas geïnjecteerd. In de laatste fase, toen veel van de olie was gewonnen, is de waterinjectie gestaakt en nu wint men het aardgas. Vanaf 2007 wordt gas geëxporteerd via de Tampen Link-pijplijn, die wordt geleid via de FLAGS-pijpleiding naar de St Fergus Gas Terminal in Schotland.
Sinds de start van de productie tot 2020 is er voor NOK 1600 miljard (circa US$ 180 miljard) aan olie en gas uit het veld gehaald. Per jaareinde 2023 was er nog 12 miljard Sm³ olie-equivalent in het veld aanwezig. In 2020 kwamen de eigenaren met plannen om de levensduur van het veld te verlengen tot 2040. Het platform Stafjord A zal pas in 2027 buiten gebruik worden gesteld in plaats van 2022 en Statfjord B en C blijven in dienst tot ten minste 2035. Er worden in totaal 100 nieuwe putten geslagen tot 2030 om zo het huidige productieniveau tot na 2025 te continueren.